# Loctite
Loctite is een Amerikaanse producent van lijmen opgericht in 1953. De belangrijkste lijmen die geproduceerd worden zijn metaallijmen. In 1997 werd het bedrijf overgenomen door Henkel, bij de overname is men Loctite als merknaam blijven gebruiken.
Loctite is gestart en heeft zijn naam gemaakt met metaallijmen. Deze dienen in hoofdzaak om bouten en moeren te vergrendelen zonder dat daarvoor extra ringen gebruikt hoeven te worden. Ook worden deze tegenwoordig zeer veel toegepast bij schroefdraadafdichting, vlakkenafdichting, en cilindrische bevestigingen.Deze lijm is een anaerobisch adhesief gebaseerd op methylmethacrylaat.
De metaallijmen zijn verkrijgbaar in verschillende kleuren: rood, blauw en groen. Rood is permanent, blauw is verwijderbaar, groen is verwijderbaar bij lichte verhitting.
In tegenstelling tot bijvoorbeeld het merk Bison, vermeldt Loctite niet op de verpakking welk soort lijm het is, enkel een 3- of 4-cijferig nummer, dat via Google of in de 'Loctite chart' op te zoeken is.